# クロメ
クロメ（黒布、学名：Ecklonia cava ssp. kurome）は、コンブ目コンブ科カジメ属に属する大型の褐藻の1分類群である。根のような付着器で岩に付着し、1本の茎（茎状部）の先端に葉（葉状部）がつき、その両縁から側葉が羽状に伸びている。葉の表面にはシワがある。多年生であり、大きなものは高さ1–2メートルになる。西日本の太平洋岸および瀬戸内海に分布し、低潮線下で藻場（海中林）を形成する。味噌汁や佃煮として食用にされることがある。
類似種としてアラメがあるが、茎の先端が2叉に分かれることでクロメとは異なる。またカジメ属の類似種には、カジメやツルアラメがあるが、カジメは葉にシワがないこと、ツルアラメは発達した匍匐茎（ストロン）をもつことなどで区別される。しかし遺伝子解析からは、クロメとカジメ、ツルアラメの間の境界が不明瞭であることが示され、クロメとツルアラメをカジメの亜種とすることが提唱されている（右分類表）。形態的に"クロメ"とされていたもののうち、東日本のものは遺伝的にカジメ、日本海側のものは遺伝的にツルアラメであることが示されている。

## 特徴
複相 (染色体を2セットもつ) で大きな胞子体と単相 (染色体を1セットもつ) で微小な配偶体の間で異形世代交代を行う。
胞子体は根のような叉状分岐する付着器とそこから伸びる茎（茎状部）、およびその先端についた葉（葉状部）からなり、多年生（3–4年）で大きなものは高さ1–2メートルになる。茎は円柱状でやや扁圧、中実で直径0.5–2センチメートル、長さ3–100センチメートル、頂端では連続的に葉に移行する。1年目の葉は1枚の笹の葉状の中央葉のみであるが、やがてその両縁から側葉を生じ、これが発達する。中央葉は幅3–10センチメートル、中央部から両縁まで厚さはほぼ等しく、長さ15–50センチメートルになる。中央葉の両縁から羽状に生じる側葉は幅3–6センチメートル、長さ15–30センチメートル、しばしば両縁には鋸歯があり、ときに二次側葉を生じる。内湾のものは、葉の幅極端に広いことがある。葉面（特に側葉）には粗いシワがあり、質は革質、色は暗褐色で乾燥すると黒くなる。茎や葉には不規則にならぶ粘液腔道がある。
クロメの近縁種であるカジメは、中央葉の中央部が厚い点、葉にシワがない点などでクロメと区別されている。しかしこのような特徴をもつ個体のうち、紀伊半島から九州にかけての太平洋岸や瀬戸内海で見られるものは遺伝的にはクロメであることが示されている（下記参照）。一方で上記のようなクロメの特徴をもつ個体のうち、東日本太平洋岸や日本海側に生育するものは遺伝的にはそれぞれカジメやツルアラメであることが示されている。
7–9月に葉の表面に多数の遊走子嚢（単子嚢）からなる子嚢斑を形成する。遊走子嚢内で減数分裂を行い、2本鞭毛性の遊走子を形成、放出する。遊走子は岩などに付着し、微小な糸状体である配偶体へと発生する。配偶体は雌雄異株であり、雄性配偶体は造精器を形成して精子を放出、雌性配偶体は生卵器を形成し、受精卵は上記の胞子体へと成長する。2–3月には肉眼で見える大きさになりり、長さ5–10センチメートルの幼体はカジメにくらべて細長く、シワがある。

## 分布・生態
本州中南部（紀伊半島以西）から四国、九州の太平洋岸、および瀬戸内海に分布する。タイプ産地は和歌山県白浜である。東日本太平洋岸、および新潟県から九州、韓国の日本海側からも報告されているが、遺伝子解析からは、東日本太平洋岸のものは遺伝的にはカジメ、日本海側のものは遺伝的にはツルアラメであることが示されている。
潮下帯（漸深帯）の岩礁域に生育し、しばしば発達した藻場（海中林）を形成する。クロメを含むカジメ属やアラメ属による藻場はカジメ・アラメ場と総称され、またクロメの藻場はクロメ場ともよばれる。このような藻場は、動物の餌や生育環境として沿岸域生態系において重要な構成要素となっているが、磯焼けや食害による藻場の衰退も報告されている。

## 人間との関わり
クロメは、類似種であるカジメやツルアラメ、アラメなどと同様に食用に利用される。またクロメを含めてこれらの褐藻はあまり区別されずに混同され、"アラメ"と総称されることも多い。
大分県では、佐賀関等で採れたクロメを細く刻んで酢の物にしたり、味噌汁の具にしたり、醤油やだし汁につけてしょうゆ漬けとして食べる。加工品にも利用され、細切りを乾燥した乾物や、鯛そぼろと混ぜたふりかけ、お茶漬け、甘辛煮にしたもの、クロメのとろみを加えたクロメ醤油やクロメソース、このクロメソースをかけたクロメたこ焼き、とろみを保水性分としたヘアカラーなどがある。
柔らかくて渋みが少ない1月から3月に収穫される。持続的利用のため、佐賀関では漁期と１日当たりの収穫量が決まっており、許可された漁師のみが長い柄のついた鎌を使って手作業で採取する。佐賀関での水揚げ量は例年12トンほどである（2021年現在）。収穫したクロメは数枚重ねて細く巻き付け棒状にし、串で止める。

## 分類
カジメ属（Ecklonia）の中でクロメに類似した分類群として、カジメやツルアラメがある。カジメは一般的により大型で、葉面にシワがないこと、老成すると茎が中空になること、葉の中央が厚く縁辺部が薄いことでクロメと区別される。しかしこれらの特徴は環境条件による変異も大きく、詳細な比較からはクロメとカジメは明瞭に分けられないことが示されている。またツルアラメは茎の基部から横に伸びる匍匐枝（ストロン、匍匐根枝、匍匐茎）をもち、この匍匐枝から新しい藻体が生じること、ふつう側葉があまり発達しないことでクロメと区別される。しかし匍匐茎をもたないツルアラメが存在することが示され、これはクロメとほとんど区別できない。
またクロメとカジメ、ツルアラメの交配実験では、全ての組み合わせで正常な胞子体が形成されたことが報告されている。またこの報告では、カジメ属と別属に分類されることが多いアラメとの間でも、交雑が可能であることが示されている。
その後 Akita et al. (2020) による遺伝子解析から、クロメとカジメ、ツルアラメの形態的差異と遺伝的な差異が必ずしも一致しないことが示され、種の境界が不明瞭であることからクロメ（およびツルアラメ）をカジメ（Ecklonia cava）の亜種とすることが提唱されている（下表）。また形態的にクロメと同定されるもののうち日本海側に分布するものは遺伝的にはツルアラメに含まれることが示されており（ツルアラメに特徴的とされる匍匐枝を欠く）、変種として Ecklonia cava var. kuromeoides と命名されている。
| クロメの分類の一例 - クロメ Ecklonia cava subsp. kurome (Okamura) S. Akita, K. Hashimoto, Hanyuda & H. Kawai, 2020 シノニム: Ecklonia kurome Okamura, 1927 以下の分類群は、種としてのクロメ（Ecklonia kurome）の品種として記載されたものである。上記のようにクロメをカジメの亜種とした場合、以下の品種名もカジメ（Ecklonia cava）に組換える必要があるが、そのような組換えは2021年現在いまだ行われていない。 - Ecklonia kurome f. contorta Okamura, 1936 - Ecklonia kurome f. latissima Okamura, 1936 - Ecklonia kurome f. plana Okamura, 1936 |